# Coleophora cartilaginella
Coleophora cartilaginella — вид лускокрилих комах родини чохликових молей (Coleophoridae).

## Поширення
Вид поширений на Піренейському півострові, в Угорщині, Україні, Сербії, Чорногорії, Північній Македонії, Центральній Азії, Ірані та Афганістані.

## Спосіб життя
Метелики літають у червні. Гусениць можна зустріти з осені до червня наступного року. Вони живляться листям Astragalus albicaulis та Medicago. Живуть у чохликах жовтявого кольору завдовжки до 16 мм.